# 陶姓
陶姓在《百家姓》中排第31。
陶姓用拉丁文表示，常用的有 Tao、 To、Tou、Dao等。

## 來源
1. 遠祖始於上古時期。部落首領陶唐氏的後世子孫以名字中的「陶」作為姓氏。
2. 出自周代。虞思為周天子的「陶正」，負責製造陶器，後代子孫以「陶」作為姓氏。
3. 范蠡居於定陶之子孫，以「陶」作為姓氏。
4. 唐姓人士因與後晉高祖「石敬瑭」名諱同音，而避諱改姓陶。如陶谷。
5. 出自他族改姓。满族陶佳氏、托和罗氏、达斡尔族吐钦氏、古隆氏，锡伯族托库尔氏汉姓均为陶；今回族、白族、傣族、苗族、瑶族、彝族、京族、布朗族、蒙古族等民族均有此姓。
6. 日本歷史中亦有陶姓（日语：すえ），如陶晴賢。而日本陶姓來源是祖先為百濟渡來人的大内氏，平安時代後期大內氏分支之大内盛長改姓右田氏，子孫之右田弘賢因居住於吉敷郡陶村（現山口市）而改姓陶氏。與中國之陶姓並無任何關聯。

## 郡望
- 浔阳郡：唐玄宗置，在今九江。
- 济阳郡：晋惠帝置，辖境相当今河南兰考东，山东东明南。
- 丹阳郡，汉武帝置，治所宛陵，在今安徽宣城。

## 延伸阅读
[在维基数据编辑]
 《百家姓》
 《欽定古今圖書集成·明倫彙編·氏族典·陶姓部》，出自陈梦雷《古今圖書集成》